# Агила I
Агила I (убит в 554, Мерида) — король вестготов, правил в 549—554 годах.

## Биография

### Приход к власти
Сведения о правлении Агилы крайне скудны. Как он взошёл на престол и чем заслужил такую честь, неизвестно. Вполне возможно, что он был одним из заговорщиков или даже главой заговора, в результате которого был лишён жизни Теудигизел. Но никаких доказательств этого нет. Исидор Севильский пишет, что он был поставлен королём. Использование этого глагола может говорить и о каком-то решении готской знати, но как это решение было оформлено, мы не знаем. В дальнейшем Агила занял резкую антироманскую и антиортодоксальную позицию. Поэтому нельзя исключить, что убийство Теудигизела и выдвижение Агилы было реакцией вестготской аристократии (и, может быть, верхов арианской церкви) на политику Теудиса и, возможно, Теудигизела. Косвенным доводом в пользу этого может быть то, что в одном из вариантов «Хроники вестготских королей» (текст А) Агила даже не упомянут, а годы его правления прибавлены к правлению Теудигизела. Григорий Турский также характеризует его отрицательно, утверждая, что его господство легло тяжким бременем на народ.

### Нападение на Кордову

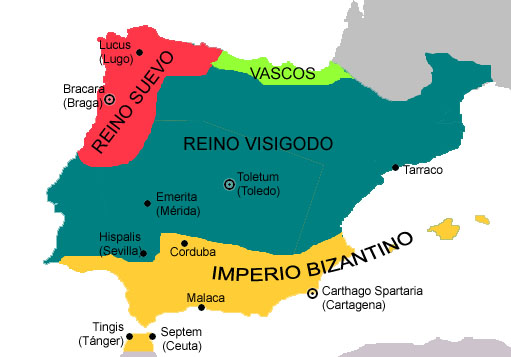
Королевство вестготов в VI в. (показано темно-синим)

В одном плане Агила продолжил политику Теудиса — реальное подчинение Южной Испании. Но он отказался от примирительного аспекта этой политики и стал действовать решительно и грубо. Укрепившись у власти, Агила в 550 году двинулся с войсками против Кордовы. Этот важнейший город, видимо, всё ещё сохранял свою независимость, хотя ничего не известно ни о его истории, ни о его внутреннем устройстве. Сначала королю сопутствовал успех, и готские войска вошли в Кордову. Агила и его воины действовали в Кордове как в побеждённом враждебном городе. В частности, было осквернено священное место захоронения Ацисклия останками погибших врагов и их лошадей. Поведение короля вызвало возмущение в Кордове, следствием чего стало восстание, приведшее к изгнанию войск Агилы из города. На поле боя, вместе со значительной частью армии, остался сын короля, а в руки жителей Кордовы попала даже королевская сокровищница. Побежденный Агила бежал в страхе в Мериду. Город восстановил свою независимость. Потеря части казны затруднила выплату денег воинам, что не могло не вызвать их недовольство и вело к уменьшению авторитета короля.

### Восстание Атанагильда и вторжение византийцев

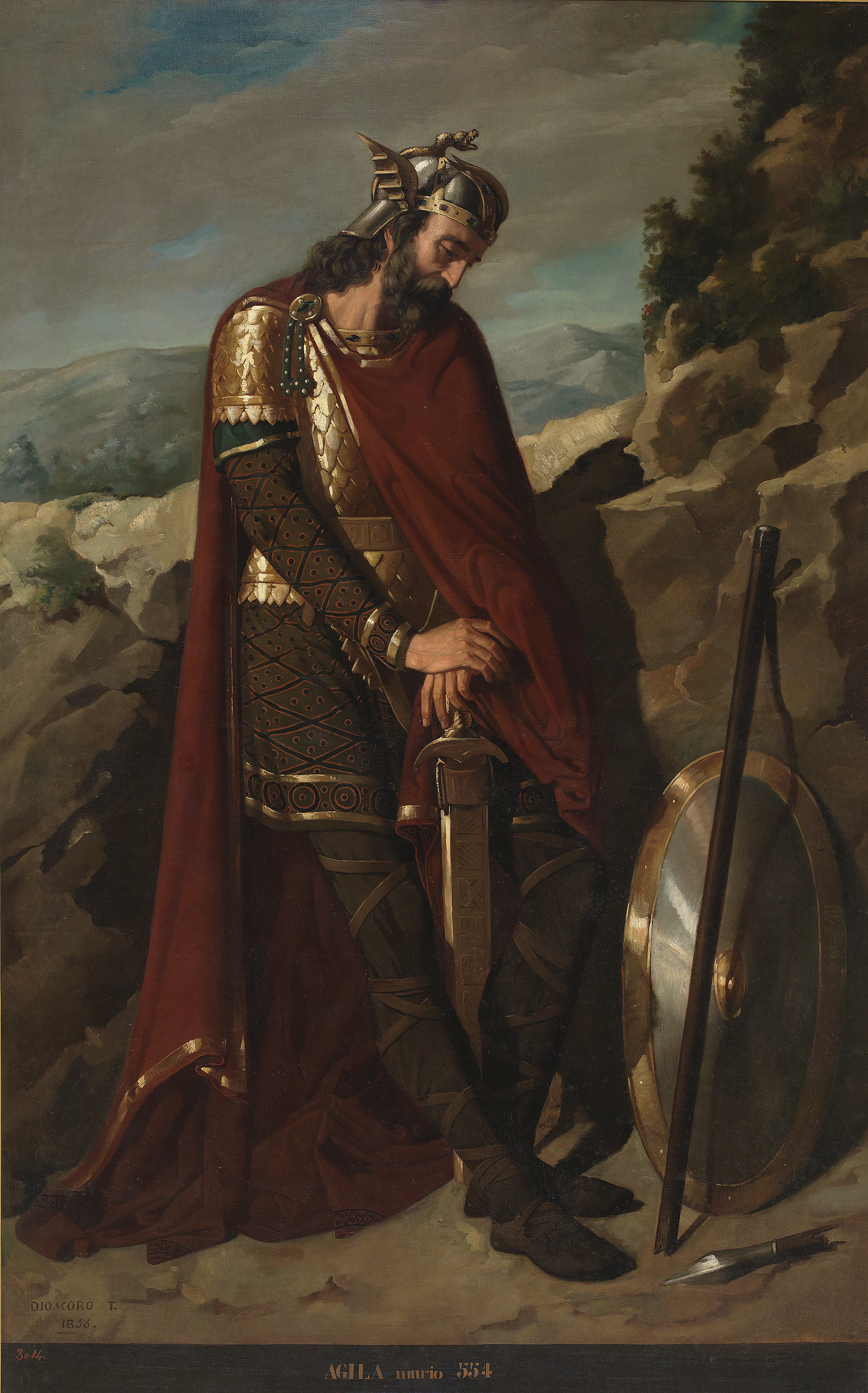
Агила I — король вестготов. Картина художника Дайоскоро Пуэбла (1831—1901). Написана в 1853 году. Здание Конгресса депутатов Испании

Через некоторое время в Севилье вспыхнуло восстание, во главе которого встал Атанагильд. Попытка Агилы подавить мятеж привела к новому провалу. Тем не менее, кажется, что последующие битвы протекали неудачно уже для Атанагильда, так как он был вынужден обратиться с просьбой о помощи к Юстиниану I. Хотя война против остготов в Италии ещё не была завершена, византийский император решился вмешаться в испанские события. Юстиниан заключил с Атанагильдом договор, содержание которого остается для нас неизвестным. Византийская армия под началом Либерия в 552 году заняла южное побережье Испании. Либерий был лучшим знатоком вестготских дел, каким только располагал Юстиниан. Он происходил из римского сенаторского рода и до 529 года управлял восстановленной галльской префектурой претории, в сферу юрисдикции которой, вероятно, входила и Испания. В готской войне Либерий занимал командную должность в армии. Ещё тогда (550 год) о нём говорили, как о высокоодаренном деятеле; ко времени испанской экспедиции ему было примерно 80 лет. Если Юстиниан прибег к услугам этого старца, назначив его руководителем важного военного предприятия, хотя ещё в 550 году он освободил его от всех занимаемых постов по старости лет, то причины такого решения следует искать исключительно в политических целях императора. Скорее всего, он полагал, что появление Либерия возымеет значительное пропагандистское действие, так как он был хорошо известен в Испании.
Либерий разбил войска Агилы, захватил ряд городов по Средиземноморскому побережью и внутри страны и вернул южную Испанию (Бетику — Андалузию) под власть императора. Вскоре после того как Либерий высадился на испанском побережье, ситуация вновь изменилась: в 554 году Агила был убит в Мериде возмутившимися солдатами, а его прежние сторонники присоединились к Атанагильду, который теперь стремился избавиться от своих византийских союзников.
Агила правил 5 лет, 6 месяцев, 13 дней. Современником Агилы был историк Иордан. В своём труде «О происхождении и деянии гетов», написанном в 551 году он упоминает о восстании Атанагильда против Агилы, но не приводит его результатов, так как, по-видимому, к моменту написания своей книги он их ещё не знал.